# Лихен, Йонас
Лихен Йонас (род. 22 октября 1998, Федеративные Штаты Микронезии) — женщина-спринтер из Федеративных Штатов Микронезии. Она участвовала в соревнованиях в беге на 100 метров среди женщин на Чемпионате мира по легкой атлетике в 2015 году в Пекине, Китай.